# Ruda radio

Ruda radio i Mönsterås kommun är Sveriges enda kustradiostation som, ägd av Marinen, från början konstruerats för radiokommunikation med ubåtar.

## Om kommunikation till ubåt
De faktorer som påverkar radiovågor från en radiosändare i land till mottagaren hos en ubåt i undervattensläge är bland annat sändareffekt, antennsystem hos sändare och mottagare, frekvens (högre dämpning ju högre frekvens), avstånd till sändaren och vattnets salthalt (högre dämpning ju saltare vatten).

I början av 1900-talet användes samma långvågsfrekvenser vid kommunikation till ubåtar som till övriga fartyg, det vill säga cirka 500 kHz.
Upptäckten att sändare med lägre frekvens, i VLF-området 3–30 kHz uppfattades bättre och på större djup, gjorde att radiosändare för ordergivning till ubåtar i undervattensläge utvecklades under andra världskriget. Den tyska sändaren Goliath vid Kalbe an der Milde i förbundslandet Sachsen-Anhalt var med sina 1000 kW på frekvenser mellan 15 och 60 kHz världens starkaste sändare när den togs i drift 1943. 
Meddelanden från Goliath kunde tas emot av ubåtar på 15–25 meters djup i Nordatlanten, och ner till 10 meters djup utanför Japan.
I Sverige användes långvågssändaren i Grimeton bland annat i sökandet efter ubåten Ulven 1943, som med sin sändarfrekvens 17,2 kHz och 200 kW uteffekt kunde uppfattas på 30 meters djup i Kattegatt.

## Stationens historia

### Förberedelser
Svenska marinledningen började efter andra världskriget att fundera på en egen sändare till ubåtarna, men eftersom de låga frekvenserna innebar mycket stora antennanläggningar, samt att hög effekt krävdes för att nå djupt ner, så skrevs nyttjandeavtal med Televerket om att få använda långvågssändarna i Grimeton och Karlsborg. Tester med radiosändaren i Karlsborg 1948 visade att en långvågssändare till ubåtar inte behöver ligga vid kusten, och under kalla kriget var en viktig egenskap att radiostationen skulle vara lätt att försvara. Efter att ha avvisat platser i Östergötland och Södermanland, bland annat Trosa, beslutade Chefen för Marinen (CM) 1952 att stationen skulle ligga cirka 2,5 km ostnordost om Ruda stationssamhälle, Mönsterås kommun och Kalmar län, bland annat då jordledningsförmågan på platsen var mycket god.

### Stationen byggs
Huvudmasten i Ruda är 201 meter hög, och är tillsammans med 9 stycken 30 m höga spännmaster en så kallad paraplyantenn. Huvudsändaren var en 40 kW långvågssändare avsedd för frekvenser runt 40 kHz. Då Ruda radio även var reservstation för marinens kustradio, installerades även 4 kortvågssändare med tillhörande antenner. Kalla krigets krav på utsprängning av bergrum, antenninstallation med mera tog tid, och 1 december 1959 öppnades stationen officiellt med den internationella anropssignalen SHR.

### Stationen i drift
Ruda radio var från början enbart konstruerad för telegrafi, men andra trafikslag har tillkommit efterhand. År 1975 infördes radiofjärrskrift, 1997 testades vågtypen minimum-shift keying MSK (150 bps) och infördes därefter som ett permanent sändningsalternativ.
Som ett led i att koncentrera Marinens kustradioresurser till färre ställen bildades Marinens radio (MaRa) som gemensam resurs den 15 april 2002 där bland annat Ruda radio ingår. Stationen avbemannades i juni 2002 och fjärrstyrs därefter från Marinens radios anläggningar i Karlskrona och Stockholm.  I och med översyn av Marinens långvågssändare har en allmän övergång skett till den internationella standarden MSK, och även till den Nato-standard som finns för långvågskommunikation till ubåtar. Det har också inneburit att ubåtssambandet, som sista användare av telegrafi i försvaret, lämnat telegrafin sedan oktober 2008.

### Ny mast
Nuvarande mast planerades att rivas, och ny mast skulle återuppbyggas 2018–2019. Den 31 mars 2020 fälldes masten. Fällningen av masten hade planerats och genomförts av Försvarsmakten, Fortifikationsverket och Försvarets materielverk.